# Ahuacatla, Veracruz
Ahuacatla är en ort i Mexiko.   Den ligger i kommunen Mixtla de Altamirano och delstaten Veracruz, i den sydöstra delen av landet, 250 km öster om huvudstaden Mexico City. Ahuacatla ligger 1 759 meter över havet och antalet invånare är 334.
Terrängen runt Ahuacatla är bergig åt sydost, men åt nordväst är den kuperad. Runt Ahuacatla är det ganska tätbefolkat, med 199 invånare per kvadratkilometer. Närmaste större samhälle är Zongolica, 12,0 km norr om Ahuacatla. I omgivningarna runt Ahuacatla växer huvudsakligen savannskog.